# コンドゥルバウィ駅
コンドゥルバウィ駅（コンドゥルバウィえき）は、大韓民国大邱広域市南区にある大邱交通公社（DTRO）3号線の駅である。駅番号は332。
駅名は付近にある史跡・「コンドゥルバウィ」（笠の岩）に由来する。

## 駅構造
相対式ホーム2面2線の高架駅。
のりば
※のりば番号の設定は無し。
| 上り | ●大邱都市鉄道3号線 | 明徳・南山・漆谷慶大病院方面 |
| 下り | ●大邱都市鉄道3号線 | 大鳳橋・寿城市場・龍池方面   |

## 駅周辺

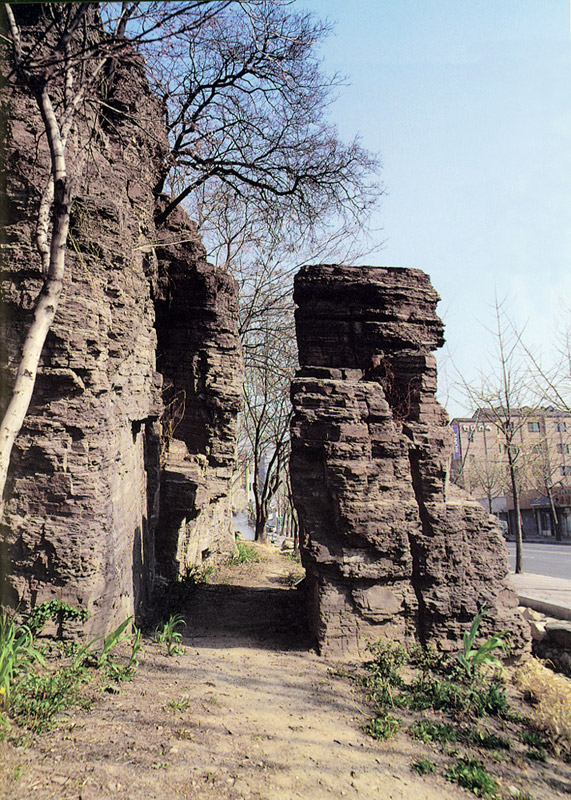
コンドゥルバウィ

- コンドゥルバウィ（コンドゥル岩） - 駅名の由来
- 仏教放送大邱放送局
- 大邱霊仙初等学校
- 上水道事業本部
- 梨泉洞古美術品通り
- 南区庁
- 大邱三英初等学校

## 歴史
- 2015年4月23日: 3号線の開業とともに開業。

## 隣の駅
大邱交通公社
●3号線
明徳駅 (331) - コンドゥルバウィ駅 (332) - 大鳳橋駅 (333)